# Tomasz Czyżewski
Tomasz Czyżewski (ur. 28 lipca 1964) – polski muzyk, gitarzysta, kompozytor i autor tekstów (obecnie zamieszkały w Radomiu i Nowym Jorku).
W latach 1992–1993 koncertował jako sideman z zespołem IRA.
Na przełomie 1997 i 1998 roku współpracował przy projekcie pierwszej solowej płyty wokalisty zespołu IRA Artura Gadowskiego oraz uczestniczył w nagraniach tej płyty w warszawskim studiu CCS. Jednym z utworów na tej płycie jest ich wspólna kompozycja Milion dróg (muz. Artur Gadowski i Tomasz Czyżewski).
Po nagraniu płyty do zespołu Gadowskiego dołączyła sekcja IRA, perkusista Wojtek Owczarek i basista Piotr Sujka. W maju 1998 Tomasz Czyżewski wraz z zespołem IRA wyjechał na trasę koncertową do Stanów Zjednoczonych (Chicago, New York i New Jersey). Trasa ta była związana z wyjazdem za ocean Jurka Owsiaka z jego Wielką Orkiestrą Świątecznej Pomocy i programem TVP2 Kręcioła.
Jako członek zespołu Artura Gadowskiego uczestniczył w nagraniu teledysku do piosenki Na kredyt oraz zagrał na Krajowym Festiwalu Piosenki Polskiej Opole 1998. Zespół zagrał tam dwa utwory, które skomponował Marek Kościkiewicz-  Szczęśliwego Nowego Jorku oraz Ona jest ze snu.